# يوم ابدي (قصة قصيرة)
«يوم ابدي» هي قصة قصيرة من الخيال العلمي عام 1966 كتبها جيه جي بالارد، ونُشرت في مختارات تحمل نفس العنوان.

## ضبط
تتكشف أحداث القصة على الأرض في حقبة غير معلنة في المستقبل عندما توقف الكوكب عن الدوران، ومن هنا جاء الافتتاح، «في كولومبين سبت هيورس، كان الغسق دائمًا».